# Ilyas El Omari

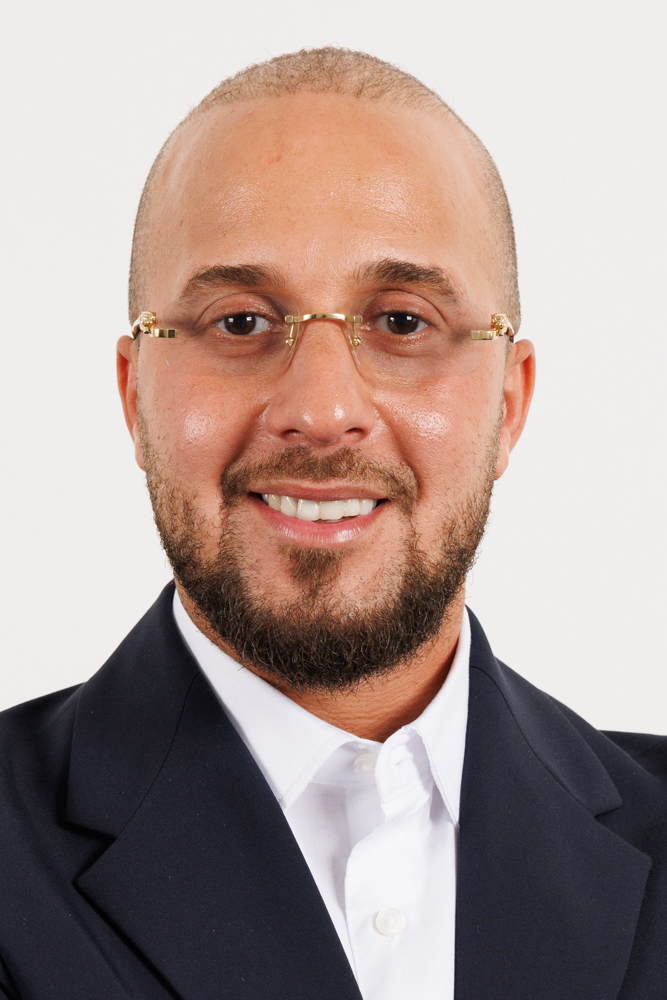
Ilyas El Omari

Ilyas El Omari (Elsene, 27 augustus 1989) is een Belgisch politicus voor Team Fouad Ahidar.

## Biografie
El Omari werd beroepshalve bedrijfsbeheerder en zakenman. In 2017 werd hij bestuurder van een transportbedrijf en hij richtte verschillende bedrijfjes op in de medische sector, de horeca, de boekhouding, de bouw en de transportsector. In 2023 nam hij eveneens een slagerij in de volkswijk Marollen over.
In juni 2024 werd een opsporingsonderzoek opgestart naar het faillissement van een vennootschap van El Omari in februari 2024. De curator die het faillissement van de vennootschap, actief in de verzorgingssector, moest afhandelen, diende een inventaris op te maken van alle goederen en schulden van het bedrijf, maar kon niet op de medewerking van El Omari rekenen, wat strafbaar is. Hierdoor diende de curator een strafklacht in tegen El Omari bij het parket van Halle-Vilvoorde, dat vervolgens een onderzoek opstartte.
Hij werd voorzitter van de Jeugdraad van Elsene en werd in 2024 politiek actief voor de Brusselse partij Team Fouad Ahidar. Voor deze partij werd hij bij de Brusselse gewestverkiezingen van juni 2024 verkozen in het Brussels Hoofdstedelijk Parlement.
Op 9 december blijkt dat El Omaris niet beschikt over de vereiste kennis van de Nederlandse taal, wat hij verplicht is omdat hij is verkozen in de Nederlandse taalgroep.